# Гайер, Светлана
Светла́на Га́йер (нем. Swetlana Geier; урожд. Светлана Михайловна Иванова; 26 апреля 1923[…], Киев — 7 ноября 2010[…], Фрайбург-им-Брайсгау) — литературный переводчик с русского на немецкий язык.

## Биография
Отец Светланы, учёный-растениевод, был арестован в 1938 году и умер в 1939 году. Мать Светланы происходила из семьи белого офицера. С раннего детства Светлана обучалась французскому и немецкому языкам. В 1941 году Светлана окончила школу с отличием, поступила на факультет западноевропейских языков в Киеве и работала переводчиком в Институте геологии Академии наук Украинской ССР.
После оккупации Киева Светлана Иванова поступила на работу переводчиком на строительной площадке мостостроительной компании Dortmunder Brückenbau AG, за которую ей была обещана стипендия в Германии.
В 1943 году после Сталинградской битвы деятельность компании в Киеве была закрыта. Опасаясь преследований за коллаборационизм, Светлана с матерью уехала в Германию вместе с компанией и была помещена в лагерь для остарбайтеров в Дортмунде. Вскоре им удалось выйти из лагеря благодаря друзьям.
Светлана Иванова получила Гумбольдтовскую стипендию и переехала с матерью во Фрайбург, где с 1944 года изучала в университете литературоведение и сравнительное языкознание. Вышла замуж, сменив фамилию на Гайер. У Светланы родилось двое детей.
В 1960 году Светлана Гайер начала преподавать русский язык в Университете Карлсруэ. В 1979—1983 годах Гайер преподавала русский язык и литературу в частном университете в Виттене. Также она преподавала русский язык в одной из гимназий Фрайбурга.
Светлана Гайер считалась одним из наиболее известных переводчиков русской литературы на немецкий язык. Она перевела произведения Толстого, Булгакова и Солженицына. Получили признание её переводы Достоевского.
Скончалась вечером 7 ноября 2010 года в своём доме во Фрайбурге.

## Награды и премии
- Премия Райнхольда Шнайдера[нем.] города Фрайбурга (1995)
- Лейпцигская книжная премия за вклад в европейское взаимопонимание (Recognition Award; 1995)
- Медаль Университета Карлсруэ (1998)
- «Золотая сова» Сократовского общества (2000)
- Медаль Баден-Вюртемберга (2003)
- Почётный доктор факультета гуманитарных наук Базельского университета (2004)
- Премия Лейпцигской книжной ярмарки в категории «Перевод» (2007)
- Почётный доктор Фрайбургского университета имени Альберта Людвига (2007)

## Фильм
- Документальный фильм Вадима Ендрейко Die Frau mit den 5 Elefanten (Женщина с пятью слонами), 2009.